# Алакская
Алакская (устар. Махкетинская-Шауда, чечен. Махкатӏан Шовда) — река в России, протекает по Шатойскому и Веденскому районам Чеченской Республики. Длина реки составляет 12 км. Площадь водосборного бассейна — 25,4 км². До 1944 года на картах обозначалась как Шауда, после депортации чеченцев сюда было переселено село Алак.
Высота истока — 1788 м над уровнем моря. Уклон реки — 30,1 м/км.
Начинается на северном склоне горы Барзиарлам. Течёт в общем северном направлении через буковый лес. Устье реки находится в 60 км по левому берегу реки Джалка на территории села Махкеты на высоте 528,3 метра над уровнем моря.
Основной приток — река Тенек — впадает справа.

## Данные водного реестра
По данным государственного водного реестра России относится к Западно-Каспийскому бассейновому округу, водохозяйственный участок реки — Сунжа от впадения реки Аргун и до устья. Речной бассейн реки — Реки бассейна Каспийского моря междуречья Терека и Волги.
Код объекта в государственном водном реестре — 07020001312108200006159.